# Gourits
Le fleuve Gourits est un cours d'eau d'Afrique du Sud d'une longueur de 416 km qui coule dans la province du Cap occidental. Il se jette dans l'océan Indien à Gouritsmond.

## Source de la traduction
- (en) Cet article est partiellement ou en totalité issu de l’article de Wikipédia en anglais intitulé « Gourits River » (voir la liste des auteurs).